# Martin Lukeman
Martin Lukeman (Hammersmith, 1985. március 26. –) angol dartsjátékos. 2015-től a Professional Darts Corporation tagja. Beceneve "Smash".

## Pályafutása

### PDC
Lukeman első nagytornája a PDC-nél a 2017-es UK Open volt, amelyen a legjobb 16-ig sikerült eljutnia. A Matt Padgett és Rob Hewson elleni győztes meccsei után a negyedik körben 10–5-re legyőzte Chris Dobeyt is, majd az ötödik körben 10–3-ra kikapott Ian White-tól.
2021 februárjában szerezte meg először a PDC Tour Card-ot, amelyet az Egyesült Királyságban rendezett Q-School-on harcolt ki magának.
A 2022-es German Darts Grand Prix versenyen Adam Gawlas, Gabriel Clemens, Keane Barry, Martin Schindler és Damon Heta legyőzésével bejutott első PDC European Tour döntőjébe. A döntőben Luke Humphries-szel találkozott, akitől végül 8–2-es vereséget szenvedett.
Lukeman első nagytorna-döntőjét a 2024-es Grand Slam of Darts-on játszotta, ahol 16–3-ra alulmaradt Luke Littlerrel szemben.

## Világbajnoki szereplései

### PDC
- 2023: Második kör (vereség  Martin Schindler ellen 1–3)
- 2024: Második kör (vereség  Damon Heta ellen 1–3)
- 2025: Második kör (vereség  Andrew Gilding ellen 1–3)

## Döntői

### PDC nagytornák: 1 döntős szereplés
| Történet                  |
| Grand Slam of Darts (0–1) |

| Eredmény | Sorszám | Év   | Bajnokság           | Ellenfél a döntőben | Pontok   |
| Döntős   | 1.      | 2024 | Grand Slam of Darts | Luke Littler        | 3–16 (l) |

1. ↑  (l) = pontszám legekben, (sz) = pontszám szettekben.

## Tornagyőzelmei
| PDC Challenge Tour - Challenge Tour: 2015 Ez a szócikk részben vagy egészben a Martin Lukeman című angol Wikipédia-szócikk ezen változatának fordításán alapul. Az eredeti cikk szerkesztőit annak laptörténete sorolja fel. Ez a jelzés csupán a megfogalmazás eredetét és a szerzői jogokat jelzi, nem szolgál a cikkben szereplő információk forrásmegjelöléseként. 1. 2. 3. 4. 5. - Martin Lukeman profilja és statisztikái a Darts Orakel-en |